# Triplophysa crassicauda
Triplophysa crassicauda és una espècie de peix de la família dels balitòrids i de l'ordre dels cipriniformes.

## Morfologia
- Fa 10,4 cm de llargària maxima.
- 11 radis tous a l'aleta dorsal i 8 a l'anal.
- 44 vèrtebres.[3][4]

## Hàbitat i distribució geogràfica
És un peix d'aigua dolça, demersal i de clima temperat, el qual viu a Qinghai (la Xina).

## Observacions
És inofensiu per als humans.